# Glaisher (cráter)

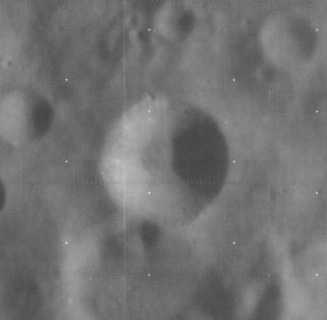
Fotografía de la misión Lunar Orbiter 4 (1967)

Glaisher es un cráter de impacto lunar que se encuentra en la región de la frontera suroeste del Mare Crisium. Se encuentra al suroeste del cráter inundado de lava Yerkes, y al oeste-noroeste de la pareja de cráteres integrada por Greaves y Lick. Está rodeado por un anillo de cráteres satélites de varias dimensiones, con los más grandes generalmente dispuestos hacia el sur de Glaisher.
Este cráter es circular, con un interior en forma de cuenco y una pequeña plataforma en su punto medio. El cráter no ha sido erosionado de manera significativa por impactos posteriores. Una formación fusionada con forma de doble cráter está unido a su borde sur, formada por Glaisher E en el lado noroeste y Glaisher G al sureste.
El cráter debe su nombre a James Glaisher. La denominación fue aprobada por la UAI en 1935.

## Cráteres satélite
Por convención estos elementos son identificados en los mapas lunares poniendo la letra en el lado del punto medio del cráter que está más cerca de Glaisher.
|          | \| Glaisher \| Coordenadas \| Diámetro \| \| -------- \| ---------------------------- \| -------- \| \| A \| 12°54′N 50°42′E / 12.9, 50.7 \| 19 km \| \| B \| 12°36′N 50°06′E / 12.6, 50.1 \| 18 km \| \| E \| 12°42′N 49°12′E / 12.7, 49.2 \| 21 km \| \| F \| 13°42′N 50°00′E / 13.7, 50.0 \| 7 km \| \| G \| 12°24′N 49°30′E / 12.4, 49.5 \| 20 km \| \| H \| 13°48′N 49°36′E / 13.8, 49.6 \| 5 km \| \| L \| 13°24′N 48°48′E / 13.4, 48.8 \| 7 km \| \| M \| 13°06′N 48°36′E / 13.1, 48.6 \| 5 km \| \| N \| 13°06′N 47°30′E / 13.1, 47.5 \| 7 km \| \| V \| 11°06′N 49°54′E / 11.1, 49.9 \| 12 km \| \| W \| 12°24′N 47°36′E / 12.4, 47.6 \| 46 km \| |          |
| Glaisher | Coordenadas | Diámetro |
| A        | 12°54′N 50°42′E / 12.9, 50.7 | 19 km    |
| B        | 12°36′N 50°06′E / 12.6, 50.1 | 18 km    |
| E        | 12°42′N 49°12′E / 12.7, 49.2 | 21 km    |
| F        | 13°42′N 50°00′E / 13.7, 50.0 | 7 km     |
| G        | 12°24′N 49°30′E / 12.4, 49.5 | 20 km    |
| H        | 13°48′N 49°36′E / 13.8, 49.6 | 5 km     |
| L        | 13°24′N 48°48′E / 13.4, 48.8 | 7 km     |
| M        | 13°06′N 48°36′E / 13.1, 48.6 | 5 km     |
| N        | 13°06′N 47°30′E / 13.1, 47.5 | 7 km     |
| V        | 11°06′N 49°54′E / 11.1, 49.9 | 12 km    |
| W        | 12°24′N 47°36′E / 12.4, 47.6 | 46 km    |